# Konstantinos Iosifidis
Konstantinos „Kostas“ Iosifidis (griechisch Κωνσταντίνος „Κώστας“ Ιωσηφίδης, * 14. Januar 1952) ist ein ehemaliger griechischer Fußballspieler.

## Spielerkarriere
Iosifidis spielte seine gesamte Karriere bei PAOK Thessaloniki. Er gehörte zu den Meistermannschaften 1976 und 1985 und gewann zudem zweimal den griechischen Pokal. Nach dem zweiten Meistertitel 1985 beendete Iosifidis seine aktive Karriere.
International spielte Iosifidis 51-mal für die griechische Nationalmannschaft und erzielte dabei zwei Tore. Er nahm an der Fußball-Europameisterschaft 1980 in Italien teil, wo er mit dem Team als Gruppenletzter in der Gruppenphase ausschied. Iosifidis stand zweimal auf dem Platz.

## Erfolge
- zweimal griechischer Meister (1976, 1985)
- zweimal griechischer Pokalsieger (1972, 1974)